# Historia de Colo-Colo (1925-1933)

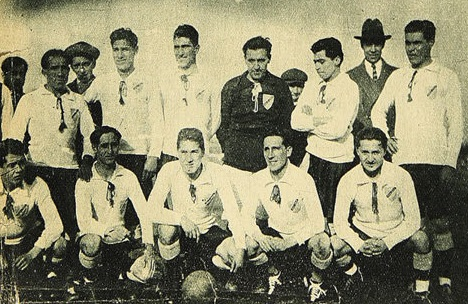
Primera fotografía del Colo-Colo Foot-Ball Club aparecida en la prensa en 1925.

La Historia de Colo-Colo entre 1925 y 1933 abarca el período amateur del club, vale decir desde el momento de su fundación el 19 de abril de 1925 hasta su entrada al profesionalismo como entidad constituyente el 27 de mayo de 1933.
Colo-Colo Foot-Ball Club fue fundado el 19 de abril de 1925 por un grupo de exfutbolistas del Club Social y Deportivo Magallanes, descontentos con el manejo deportivo y administrativo de la institución. Ese mismo año comenzó a jugar de manera oficial en la División de Honor de la Liga Metropolitana, asociación en la conquistó sus primeros títulos.
En 1927 Colo-Colo se convirtió en el primer club de fútbol de Chile en realizar una gira por Europa, específicamente por Portugal y España. A su vuelta al país, el club se integró a la Liga Central de Football, entidad conformada tras la unificación de las federaciones rectoras del fútbol chileno y que tuvo como principal impulsor al Gobierno de la República. En la LCF, que cambió su denominación a Asociación de Football de Santiago en 1930, Colo-Colo se consagró campeón en tres ocasiones más.
Una de las figuras de mayor importancia en esta etapa de la institución fue la del capitán y fundador David Arellano, quien falleció el 3 de mayo de 1927 en el marco de la gira del club por España, producto de un golpe que le causó una peritonitis.

## Fundación

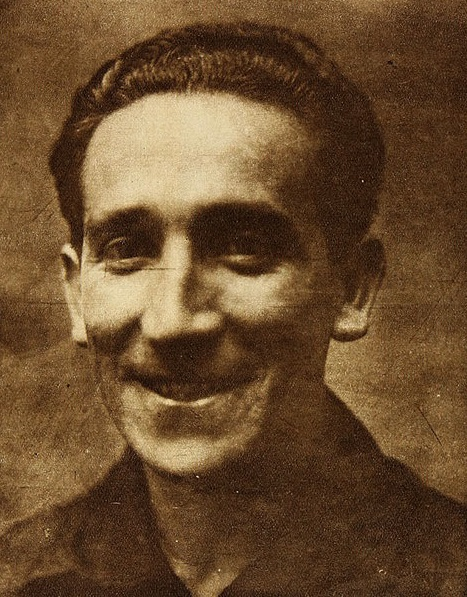
David Arellano, el primer capitán del club.

A comienzos de 1925 el Club Social y Deportivo Magallanes se encontraba en una grave crisis institucional, debido a una serie de problemas entre los dirigentes y algunos de sus futbolistas. Los jugadores más jóvenes del equipo, liderados por David Arellano, exigían varias reformas en el manejo dirigencial y económico del club, entre ellas, que los miembros del primer equipo quedasen excluidos del pago de las cuotas que la institución exigía a sus futbolistas mensualmente, el establecimiento de regímenes de entrenamiento semanal, la distribución de una equipación deportiva completa, así como mejorar la infraestructura y los servicios de salud. Por su parte, la dirigencia de Magallanes argumentaba que los futbolistas «rebeldes», llamados así por la prensa de la época, solicitaban además la repartición de un porcentaje de la recaudación entre el plantel, lo que fue desmentido por el grupo de Arellano.
En la reunión de socios de Magallanes del 4 de abril de 1925, los jugadores «rebeldes» plantearon sus demandas a la dirigencia, a las que también sumaron la petición de otorgar mayores posibilidades de jugar en el conjunto titular a miembros del segundo equipo. Estas propuestas fueron totalmente rechazadas por la directiva, antiguos jugadores y socios. A último minuto la directiva de Magallanes decidió además formar parte de la elección del nuevo capitán del equipo, pese a que en un primer momento esta decisión solo concernía a los jugadores. Según los futbolistas «rebeldes», la medida buscaba evitar que fuese elegido David Arellano, quien contaba con una leve mayoría entre el plantel. La actuación de la dirigencia de Magallanes provocó finalmente la renuncia de Arellano y sus compañeros más cercanos: Francisco Arellano, Rubén Arroyo, Nicolás Arroyo, Luis Mancilla, Clemente Acuña, Juan Quiñones, Rubén Sepúlveda, Luis Contreras, Togo Bascuñán, Guillermo Cáceres y Armando Stavelot.

¡Vámonos Quiñones, que jueguen los viejos!
David Arellano, 1925.

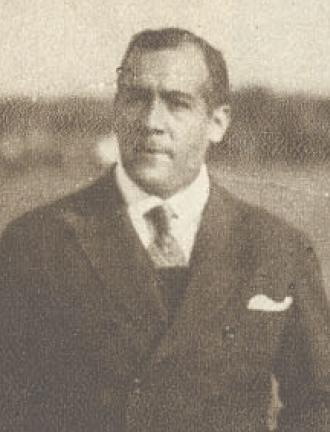
Alberto Parodi, el primer presidente del club.

Luego de abandonar la junta de socios, el grupo decidió reunirse en el bar «Quita Penas», ubicado entonces en calle El Panteón 1125. Aunque en un primer momento tenían la intención de integrarse a otra institución, finalmente optaron por formar un nuevo club con sólidos principios deportivos y morales, pretensión que fue estipulada en el acta de fundación de Colo-Colo. Tras una serie de reuniones, que comenzaron la noche del 12 de abril en la calle Covadonga del barrio Estación Central, la fundación de Colo-Colo quedó sellada el 19 de abril de 1925 en el estadio El Llano.
En la primera reunión del club, presidida de forma interina por Juan Quiñones, fueron propuestos varios nombres para la nueva institución, entre ellos, Independiente, O’Higgins y Arturo Prat. Fue Luis Contreras quien sugirió el nombre del cacique araucano Colo Colo para el nuevo equipo, el que fue aceptado de manera unánime por el resto de los fundadores. Como primer presidente del entonces «Colo-Colo Foot-Ball Club» fue designado Alberto Parodi, mientras que Luis Barros Borgoño fue nombrado presidente honorario.
En lo que respecta al uniforme del equipo, fue definido el propio 19 de abril de 1925 por Juan Quiñones. Camiseta blanca, que representaría la pureza; pantalones negros, como símbolo de seriedad; zapatos negros con una franja roja, según proposición de David Arellano; y medias azules con una franja blanca. Tradicionalmente se ha señalado que el modelo de las medias fue adoptado como un homenaje al uniforme de los marinos de la Armada de Chile, sin embargo, esta elección estuvo relacionada en realidad al hecho de que Guillermo Cáceres, quien propuso ese diseño, conocía vendedores clandestinos de productos de la marina en Valparaíso. Arellano visitó los entrenamientos de las selecciones de Argentina y Uruguay durante el Campeonato Sudamericano de 1924 realizado en el último país, para entender la razón de las sucesivas derrotas de Chile ante estas, incluyendo goleadas, observando que no era producto de improvisación sino de planificación, por lo que se inspiró en su método. Se convirtió en el primer cuadro chileno que implantó un régimen profesional, pero sin la entrega de salario: con entrenamientos obligatorios, preparación de jugadas y aplicación de tácticas, así como la disponibilidad de implementos y médicos.

## El «Colo-Colo Invencible» (1925)

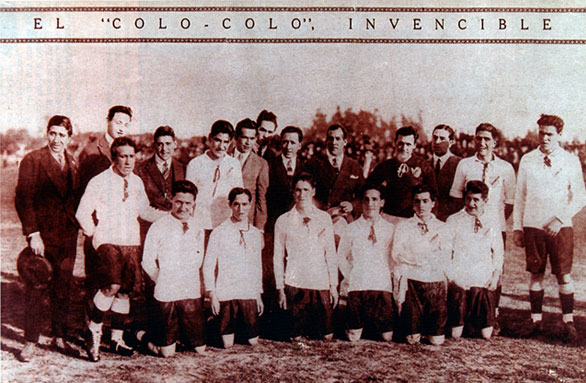
En su primer año de vida, entre oficiales y amistosos, Colo-Colo disputó 22 encuentros, de los cuales ganó 20 y empató 2, siendo apodado por la prensa como el «Colo-Colo Invencible».

Aun cuando los jugadores del club tenían la intención de comenzar desde las categorías de ascenso, el 20 de abril de 1925 Colo-Colo F.C se inscribió de forma oficial en la División de Honor de la Liga Metropolitana, entidad paralela a la Asociación de Football de Santiago, en donde Magallanes se desempeñaba desde 1923. El cambio en la planificación se debió a la insistencia de varios de los directivos, entre ellos Alberto Parodi, quien había presidido la Liga Metropolitana y que realizó las gestiones necesarias para incorporar al club a la máxima categoría de esta.
El 31 de mayo, un día después de su primera reunión de socios, Colo-Colo derrotó al English por 6:0, en el que fue el primer encuentro oficial de su historia. Su primera alineación estuvo conformada por Eduardo Cataldo en portería, Absalón Bascuñán y Togo Bascuñán en defensa, Francisco Arellano, Guillermo Cáceres, Juan Quiñones y Clemente Acuña en el mediocampo, mientras que la línea delantera estuvo compuesta por Rubén Sepúlveda, Luis Contreras, David Arellano y Humberto Moreno.
Pese a que los buenos resultados continuaron en los siguientes meses, Colo-Colo no tuvo mayor atención de los medios de comunicación, principalmente porque el club aún era fuertemente vinculado a Magallanes. Esta tendencia comenzó a revertirse, según señala la prensa de la época, gracias al orden en la presentación personal de los futbolistas del plantel, así como el buen comportamiento de estos en el plano extradeportivo, aspecto que contrastaba con el actuar de la mayor parte de los clubes de la capital. En lo futbolístico, comenzó a ser destacado en gran medida a partir del triunfo por 14:2 frente a Santiago National el 5 de julio, resultado que coincide con la mayor goleada obtenida por el club en partidos oficiales. Catorce días más tarde, Colo-Colo derrotó a Magallanes por 2:0 con anotaciones de Luis Contreras y David Arellano, en un encuentro que terminó con agresiones entre los jugadores de ambos equipos.

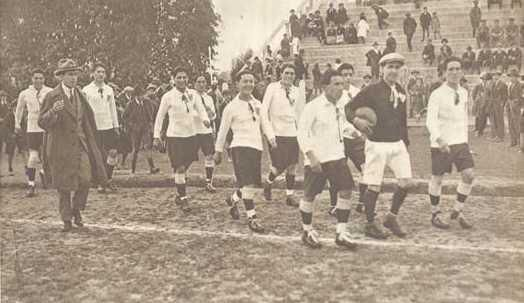
Futbolistas de Colo-Colo en los momentos previos al encuentro frente al 1.º de Mayo el 23 de agosto de 1925.

Luego de derrotar a Audax Italiano, Eleuterio Ramírez y Gold Cross, a falta de tres fechas para el final del torneo, Colo-Colo debió enfrentar a 1.º de Mayo, rival directo en la disputa del título y que también llegaba a esa instancia con un rendimiento perfecto. El encuentro terminó empatado sin goles, por lo que la definición del campeón de la Liga Metropolitana se aplazó hasta la última jornada del certamen. Finalmente, Colo-Colo se consagró campeón tras derrotar al Barcelona por 6:0 el 11 de octubre, mientras que el día 18 del mismo mes 1.º de Mayo solo empató ante Audax Italiano. La Copa Ismael Pereira Iñiguez, otorgada al campeón de la División de Honor de la Liga Metropolitana, fue así el primer título oficial en la historia de la institución.
La temporada 1925 continuó con la disputa de una serie de amistosos, entre los que destacó la victoria por 1:0 frente al Unión Coquimbo F.C. de Chuquicamata, y cerró con los encuentros frente a Brigada Central, ganador de la Copa República, y ante la Unión Deportiva Española, campeón de la Copa Chile de la Asociación de Football de Santiago. En el primero de estos partidos, disputado el 13 de diciembre, Colo-Colo venció a Brigada Central por 7:4, tras remontar un resultado adverso de 3:4, mientras que en el segundo, jugado el 27 de diciembre ante 10 000 espectadores, venció a Unión Deportiva Española por 2:0 con goles de Luis Contreras. Este último encuentro fue suspendido minutos antes de terminar a causa de los incidentes provocados por los aficionados de Unión Española, en los que se involucraron además los jugadores de los dos planteles. Gracias a su victoria sobre los dos equipos más fuertes de la Asociación de Santiago, Colo-Colo recibió la Copa Juan de Frutos, que lo acreditó como el mejor equipo de la capital.
Al final de la temporada, los medios de comunicación como la revista Los Sports o el Diario Ilustrado destacaron al club por su juego, basado en un estilo ofensivo y jugadas preparadas, que David Arellano importó desde su participación en el Sudamericano de Uruguay en 1924 y que en Chile recibió la denominación de «juego científico» o «uruguayo».

## Gira por el sur de Chile y el debut internacional (1926)

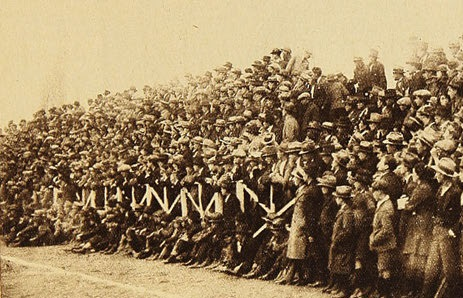
Afición de Colo-Colo en el encuentro frente a Santiago Wanderers el 30 de mayo de 1926.

Cuatro días después haberse consagrado campeón de Santiago, Colo-Colo emprendió una gira hacia el sur del país a fin de difundir el estilo de juego practicado por el club, pese a algunos problemas presupuestarios, derivados de la reducción de la recaudación del encuentro final frente a Unión Deportiva Española a fin de costear los daños que sufrió el estadio durante el partido, que fueron subsanados en parte con el apoyo económico de la tienda Gath & Chaves, que proporcionó la equipación deportiva necesaria, así como de la Liga Metropolitana y la revista Los Sports. 
El primer encuentro disputado por Colo-Colo en el marco de su gira fue frente a un combinado entre Atlético Comercio y Deportivo Español, ambos clubes de la ciudad de Talca, el 1 de enero de 1926 y terminó con victoria de Colo-Colo 3 a 2 con tantos de Contreras, Moreno y Acuña. Sin embargo, en el siguiente encuentro, disputado el 3 de enero, el equipo perdió su invicto al caer por 3 a 2 frente al Unión F.C. de Chillán. No obstante, tradicionalmente se ha señalado que el invicto fue perdido frente a Santiago Wanderers el 30 de mayo de ese año, posiblemente a causa de un telegrama enviado por Colo-Colo a Santiago en el atribuyó la derrota a un fuerte viento que impedía jugar con normalidad [cita requerida], además de consignar al Unión F.C. como «Selección de Chillán». Pese a la derrota, Colo-Colo continuó con la programación de su gira, disputando encuentros en las ciudades de Temuco, Valdivia, Osorno y Ancud, siendo el primer club importante del país en jugar la Isla de Chiloé.
De vuelta en Santiago, y tras superar una acusación de profesionalismo en su contra, Colo-Colo inició un proceso de descanso que se prolongó hasta el 18 de abril, cuando retomó sus actividades para empatar con el Santiago F.C.. El día 19 de ese mismo mes la institución festejó su primer aniversario, oportunidad en la que además fue escogida la nueva directiva del club, con Tomás Olivos como presidente. Luego de vencer a Germinar en su debut en el Campeonato de la Liga Metropolitana de ese año, el 30 de mayo de 1926 Colo-Colo fue derrotado por primera vez en Santiago tras caer frente a Santiago Wanderers por 1 a 3 ante 10 000 espectadores en los Campos de Sports de Ñuñoa. Durante el siguiente mes, la competencia local se vio interrumpida a causa del mal tiempo, por lo que el club solo disputó otros dos encuentros; el clásico contra Magallanes el 13 de junio por la Liga Metropolitana, encuentro que fue suspendido cuando Colo-Colo caía por 2 a 3 debido a la poca visibilidad sobre el terreno de juego, y el 27 de junio en la revancha frente a Santiago Wanderers, que finalizó con triunfo de Colo-Colo por 4 a 2.

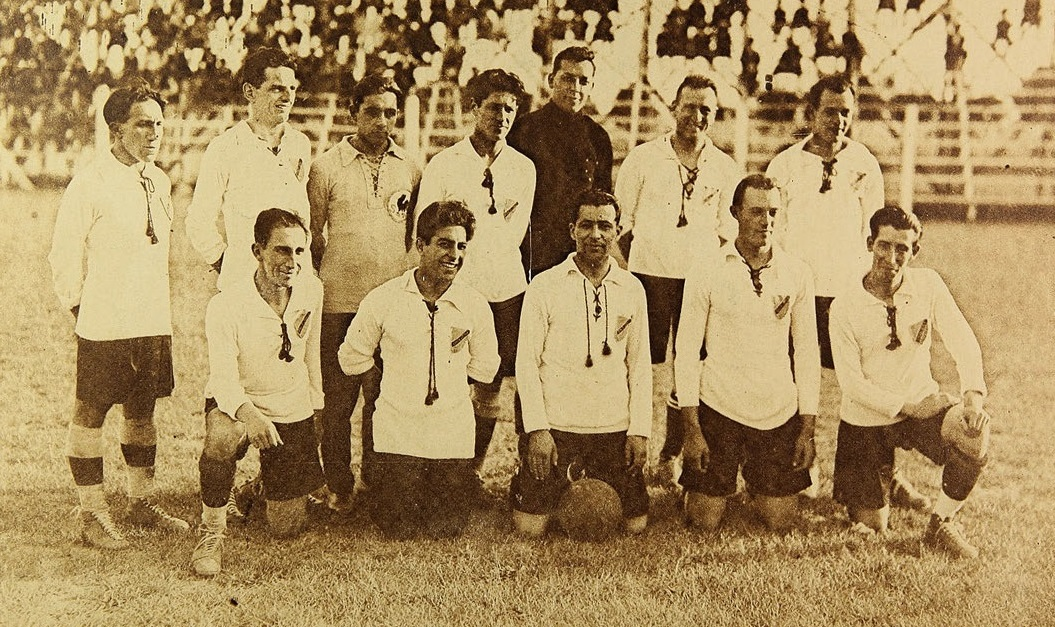
Plantel de Colo-Colo en el último encuentro disputado en Santiago antes de su gira internacional.

Entre julio y noviembre de 1926, la competencia local fue suspendida a causa de la organización y disputa del Campeonato Sudamericano de Selecciones, en el que Chile finalizó en la segunda posición con David Arellano como goleador del torneo con 7 anotaciones. Durante este intervalo, Colo-Colo jugó su primer partido internacional, frente a Peñarol de Uruguay, perdiendo por 5 a 1 el 11 de noviembre.
Pese a la derrota, hacia finales de ese mes, comenzó a tomar forma la idea de realizar una gira por el extranjero, lo que motivó fuertes críticas por parte de la prensa de Valparaíso, así como de algunos clubes de dicha ciudad, situación que se acentuó luego de que fuese dado a conocer el apoyo financiero por parte de la Federación de Football de Chile para realizar dicho proyecto. Adicionalmente, la gira internacional estuvo bajo serio riesgo de ser cancelada después de que el Comité de Football de Santiago se negó a facilitar otro préstamo a la institución, a la vez que el Consejo Superior de Educación Física y Moral, organismo de carácter estatal, solicitó al Ministerio de Relaciones Exteriores de Chile prohibir al equipo salir del país. Como argumento se señaló la existencia de irregularidades financieras, además del presunto carácter comercial de la gira, al no estar regulada por la Confederación Deportiva de Chile. 
Las dificultades fueron solucionadas finalmente el 31 de diciembre de 1926 gracias a las gestiones realizadas por la Federación de Football de Chile, que facilitó los documentos institucionales y financieros necesarios tanto a la Confederación Deportiva como a los demás organismos burocráticos. Al día siguiente, Colo-Colo derrotó en los Campos de Sports de Ñuñoa a un combinado de los clubes Nacional y Gold Cross por 4:0, en el que fue su último encuentro en Chile antes de emprender la gira por América y Europa.

## Campeón de la Liga Central (1928)

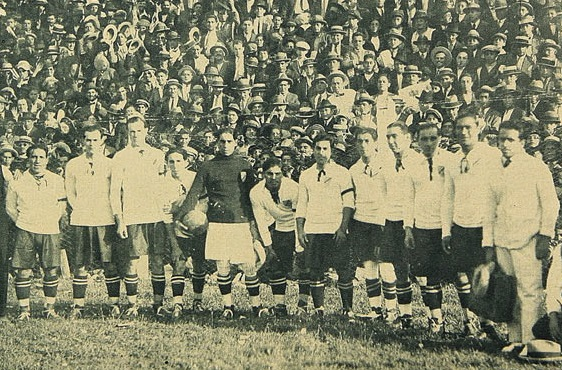
Plantel de Colo-Colo antes de un encuentro en 1928.

La temporada 1928 comenzó con la reelección de Carlos Bello como presidente de la institución, reunión en la que además se ratificó a Guillermo Saavedra como capitán del primer equipo. Durante el mes de enero, Colo-Colo emprendió una nueva gira al sur del país, que incluyó partidos contra los seleccionados de Temuco y Valdivia. Sin embargo, un accidente en la góndola que trasladaba al plantel hacia el estadio El pantano de Valdivia, en el que resultó lesionado Ernesto Chaparro, obligó a Colo-Colo a regresar a Santiago para atender las heridas del jugador. Por otro lado, pese a incorporar de forma definitiva a varios de los refuerzos que actuaron durante la gira internacional, el juego desplegado por el equipo recibió las primeras críticas desde que el club regresara a Chile en julio de 1927, situación que se acentuó con la derrota frente a Valparaíso Ferroviarios el 4 de marzo. Colo-Colo logró sobreponerse en los siguientes encuentros, derrotando al seleccionado de la Liga La Victoria de Peñaflor por 6:0 y a La Cruz de Valparaíso por 5:3. Como preliminar a este último encuentro, el segundo equipo superó a Lautaro Atlético por 3:2, siendo la primera vez que la escuadra de reserva del club actuó en público.
Entre finales de marzo y comienzos de abril de 1928, Colo-Colo disputó una serie de encuentros amistosos frente a varios combinados de las ciudades de Valparaíso y Concepción. Estos compromisos tuvieron por objetivo recaudar los fondos necesarios para que la Selección de Chile pudiese asistir a los Juegos Olímpicos de Ámsterdam 1928, competencia en la que el combinado nacional contó entre sus filas con diez integrantes del club. Paralelamente, en Santiago la Liga Central de Football decidió reducir de nueve a seis el número de series de Primera División. Colo-Colo fue asignado a la Serie F, en la que también participaron clubes como Gimnástico Arturo Prat y Morning Star. En sus primeros encuentros oficiales, aun cuando jugó con un plantel compuesto en su mayoría por reservas, el club venció por 10:2 a Unión Santa Elvira y por 2:1 al 1.º de Mayo. En los siguientes dos meses, a causa de que la Selección de Chile decidió permanecer en Europa tras concluir su participación en los Juegos Olímpicos, la institución suspendió parcialmente sus actividades, jugando únicamente un amistoso frente a Everton de Valparaíso el 17 de junio.

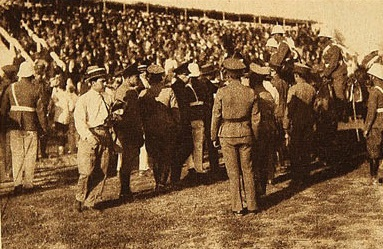
Imágenes de los incidentes durante el encuentro entre Colo-Colo y la Selección de la VI Zona.

Tras el receso, Colo-Colo derrotó por la competencia oficial a Sport Francaise, para posteriormente superar a Eleuterio Ramírez, Maestranza Atlético, Gimnástico Arturo Prat y Morning Star. Con estos triunfos se consagró campeón en calidad de invicto de la Serie F de la Liga Central de Football. Durante ese período el club enfrentó, en el marco de un certamen de carácter amistoso organizado por el Ministerio de Relaciones Exteriores, a algunos de los seleccionados locales que habían participado en el Campeonato Nacional Amateur de ese año. Entre dichos encuentros, empató 1:1 frente al Seleccionado de la VI Zona, campeón de la principal competencia futbolística de la época, en un partido que finalizó con graves incidentes entre el juez de línea del cotejo y varios de los integrantes de ambos planteles. Ante esta situación, la Asociación de Árbitros de Chile prohibió a sus miembros dirigir por un plazo de dos años cualquier encuentro en el que interviniera Guillermo Saavedra, capitán del club en ese momento, en tanto que Osvaldo Kolbach, director del Departamento de Educación Física del estado, amenazó con disolver la institución por motivos disciplinarios.
Pese a los castigos, la Liga Central de Football permitió al club, a fin de recaudar fondos en ayuda de los damnificados por el Terremoto de Talca de 1928, disputar dos encuentros amistosos frente a Audax Italiano y Santiago F.C., que finalizaron con resultados de 2:2 y 3:2 respectivamente. No obstante, la temporada terminó con polémica luego de que la Liga Central publicara la lista de castigos por los incidentes del encuentro entre Colo-Colo y el Seleccionado de la VI Zona, en la que no se sancionó a ningún jugador de estos últimos.

## Bicampeón de Santiago (1929)

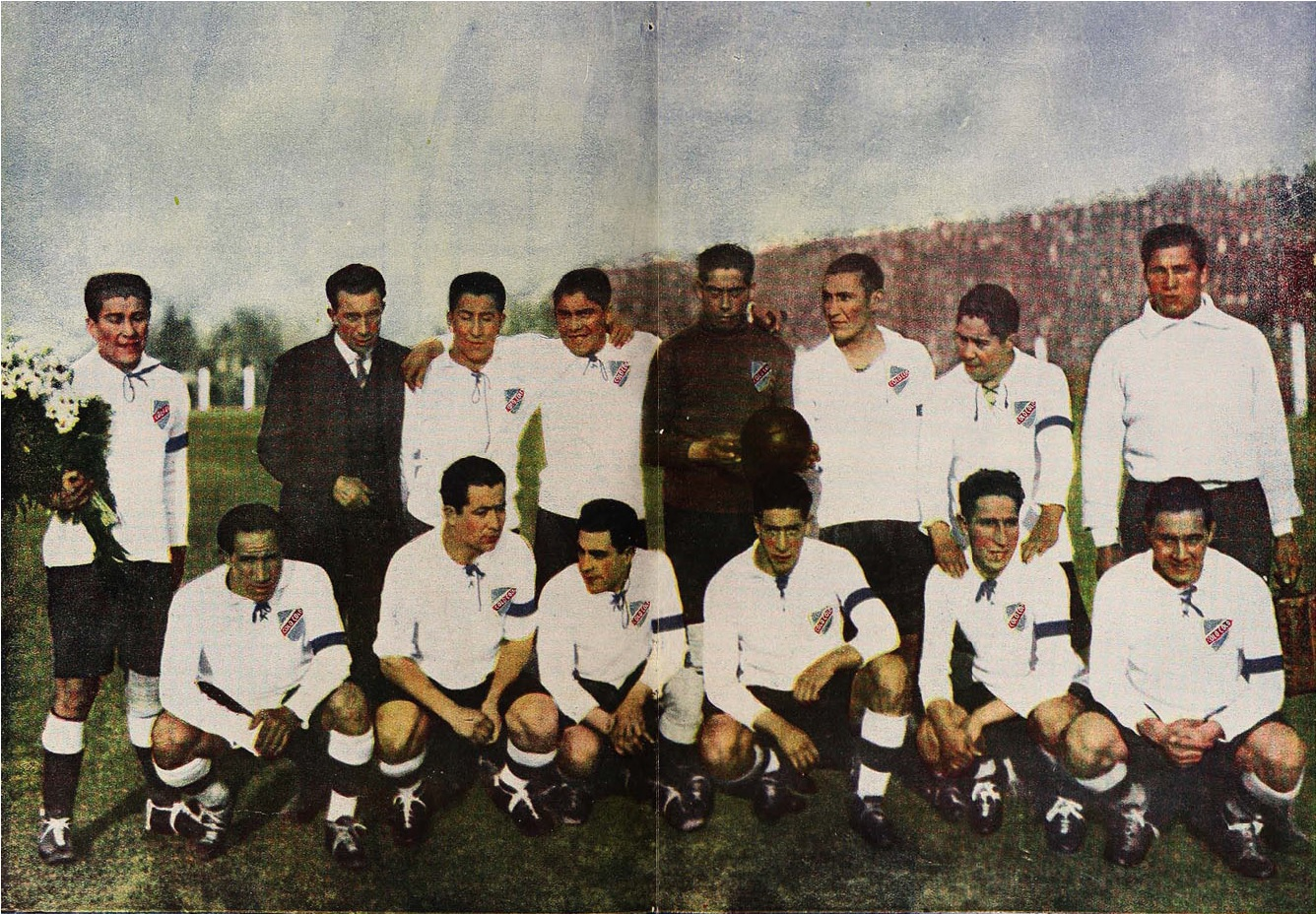
Primera a fotografía a color de Colo-Colo, publicada por la revista Los Sports en julio de 1929.

El mes de enero de 1929 estuvo marcado por dos acontecimientos importantes para el club. Por una parte, el 10 de enero los socios de Colo-Colo decidieron por amplia mayoría nombrar a Carlos Cariola como presidente de la institución, mientras que el día 19 de dicho mes la directiva de la Liga Central de Football optó por reducir el número equipos pertenecientes a la asociación, reorganizando su campeonato en tres divisiones: Primera División, Segunda División y División Intermedia. El 1 de febrero Colo-Colo inició su pretemporada con una serie de entrenamientos en los Campos de Sports de Ñuñoa, disputando su primer partido del año el 3 de marzo frente Liga la Victoria en Peñaflor. 
Durante los meses de marzo y abril, el club jugó varios encuentros amistosos, entre los que destacaron los triunfos por 4:0 y 4:1 sobre Everton, vigente campeón de Valparaíso, y la victoria sobre Rangers de Talca por 4:0. Entretanto, la Liga Central decidió anular la mayor parte de los castigos que había impuesto al club a causa de los incidentes en el partido frente a la Selección de la VI Zona. Entre otro argumentos, la asociación señaló que la amnistía respondió a un deseo de homenajear a David Arellano a dos años de su muerte, así como a la normalización de las relaciones entre Colo-Colo y las autoridades de la VI Zona tras el partido frente a Rangers. Lo propio hizo la Asociación de Árbitros de Santiago, luego de que institución se disculpase de manera oficial por el comportamiento de sus jugadores.